# Germaine Dulac
Germaine Dulac, nata Charlotte Elisabeth Germaine Saisset-Schneider (Amiens, 17 novembre 1882 – Parigi, 20 luglio 1942), è stata una regista e giornalista francese.

## Biografia
Germaine Saisset-Schneider, figlia del generale Maurice Saisset-Schneider e nipote del prefetto Raymond Saisset-Schneider, sposò nel 1905 Albert Dulac, un agronomo socialista e futuro romanziere. Dal 1906 lavorò nel giornale femminista La Française redigendovi fino al 1913 soprattutto ritratti di donne e di critici teatrali. Lei stessa scrisse anche alcune pièces.
Nel 1916 fondò con la scrittrice e sceneggiatrice Irène Hillel-Erlanger una casa di produzione cinematografica, la DH Films, realizzando nel 1920, da un soggetto dell'amico Louis Delluc, La festa spagnola, e affermandosi come una delle più forti personalità dell'avanguardia francese. Dal 1920 pubblicò anche molti scritti storici.
Dopo La Mort du Soleil (1921), nel 1923 realizzò il suo capolavoro, La sorridente signora Beudet, una critica della vita coniugale piccolo-borghese. Dopo il 1924 si impegnò particolarmente per sviluppare nell'opinione pubblica l'interesse per il cinema attraverso la fonazione dei cineclub. Successivamente fece parte della cosiddetta seconda avanguardia, creando impasti di musica e immagini con Disque 927 (1927) o Thèmes et Variations (1928). I suoi principi ideologici sono contenuti nel saggio Le estetiche, gli ostacoli, la cinegrafia integrale, pubblicato nel 1927 sulla rivista L'Art Cinématographique.
Anche Germaine Dulac, quindi, «(come Delluc, De Baroncelli e altri) venne al cinema dalla letteratura e dal giornalismo». Ciò che la attraeva nel nuovo linguaggio non era la trama, ma l'analogia «che la nuova arte mostrava, secondo lei, con la composizione musicale». Per la regista i valori estetici di un film dipendono «dal sottile gioco delle immagini tra loro in reazione».
Con l'avvento del sonoro preferì dedicarsi ai cinegiornali e dal 1933 alla sua morte, avvenuta nel 1942, fu co-direttrice delle Actualités della Gaumont. 
È inumata nel cimitero di Père-Lachaise, a Parigi.

## Filmografia
- Les Sœurs ennemies (1915)
- Venus Victrix (1917)
- Géo, le mystérieux (1917)
- La Jeune Fille la plus méritante de France (1918)
- Âmes de fous  (1918)
- Le Bonheur des autres (1919)
- La Cigarette (1919)
- Malencontre (1920)
- La Fête espagnole (1920)
- La Belle Dame sans merci (1921)
- La Mort du soleil (1921)
- Werther (1922)
- La sorridente signora Beudet (La Souriante Madame Beudet) (1923)
- Gossette (1923)
- Le Diable dans la ville (1924)
- Âme d'artiste (1924)
- La Folie des vaillants (1926)
- Le Cinéma au service de l'histoire - documentario (1927)
- Antoinette Sabrier (1927)
- L'Invitation au voyage (1927)
- Thèmes et variations (1928)
- La Princesse Mandane (1928)
- La Germination d'un haricot (1928)
- Disque 957 (1928)
- Danses espagnoles (1928)
- Ceux qui ne s'en font pas (1928)
- La Coquille et le Clergyman (1928)
- Étude cinégraphique sur une arabesque (1929)
- Celles qui s'en font (1930)
- Je n'ai plus rien (1934)